# Bates County
Bates County is een county in de Amerikaanse staat Missouri.
De county heeft een landoppervlakte van 2.198 km² en telt 16.653 inwoners (volkstelling 2000). De hoofdplaats is Butler.